# Rifugio Ferraro
Il Rifugio Ferraro (detto anche in forma più completa Rifugio Giovanni Battista Ferraro - 2.066 m s.l.m.) è un rifugio alpino che è collocato in val d'Ayas.

## Caratteristiche
Si trova nella località di Resy collocata a monte di Saint-Jacques località di Ayas.
Nei dintornoi del rifugio si trova anche il rifugio Guide Frachey

## Accesso
L'accesso al rifugio avviene da Saint-Jacques in circa un'ora di cammino.

## Ascensioni ed escursioni
Il rifugio può essere punto di partenza per le seguenti ascensioni:
- Palon di Resy - 2.675 m
- Monte Rosso di Verra - 3.034 m

e per escursioni ai laghi di Resy e nel vallone che conduce al colle della Bettaforca.

## Galleria di immagini

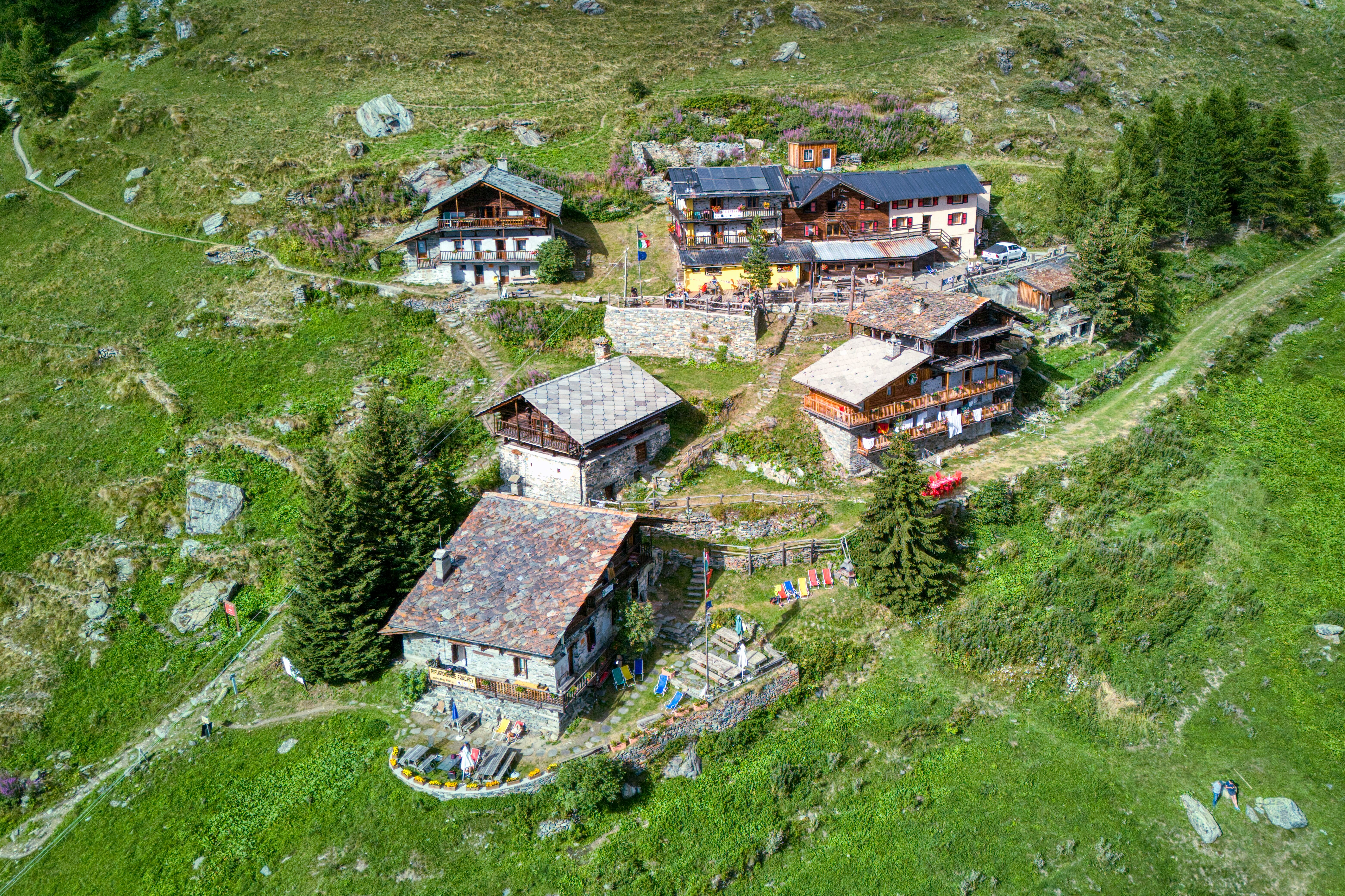
Rifugio Ferraro e i suoi dintorni
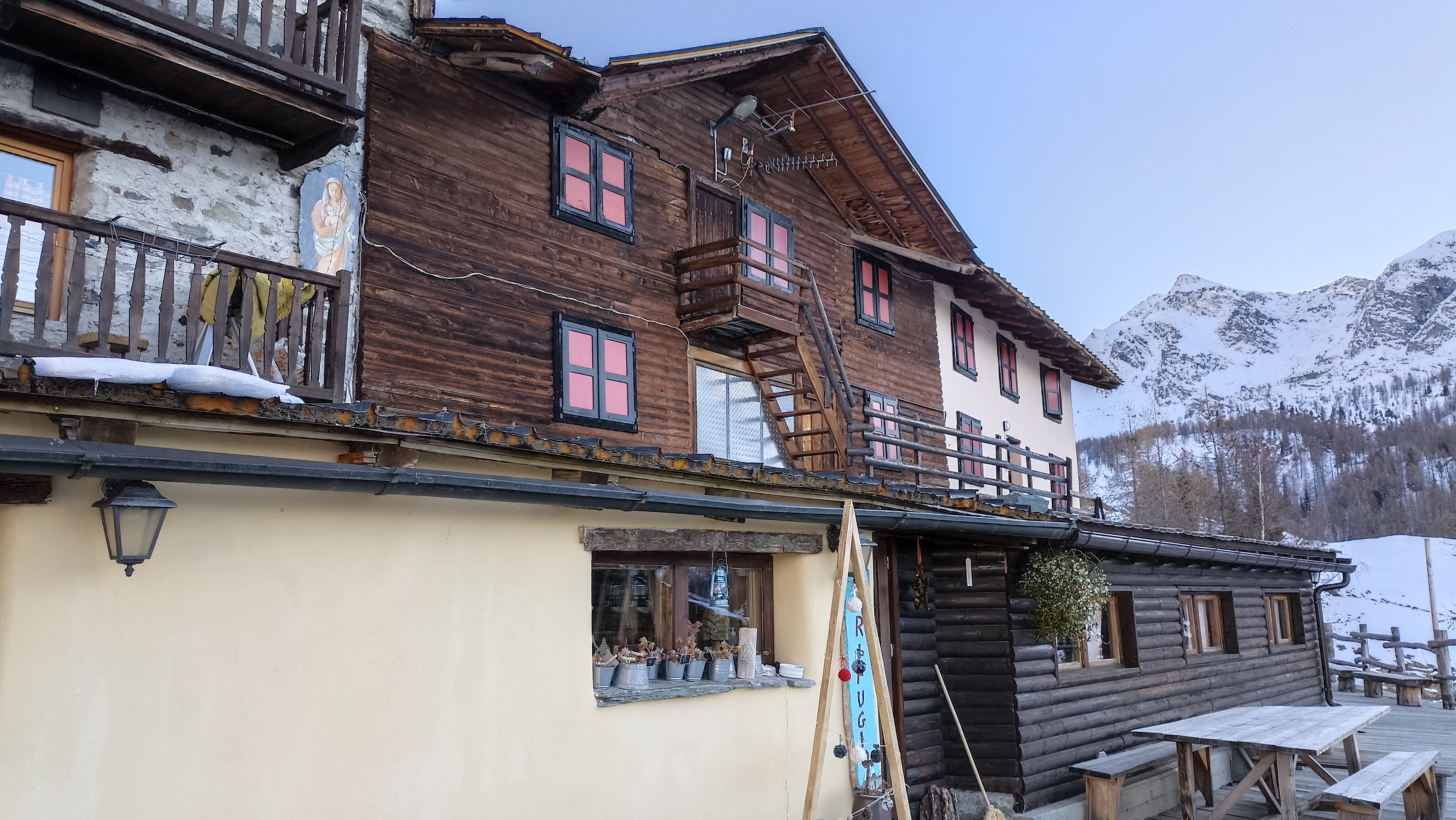
Il rifugio in inverno